# Bailando
„Bailando” – singel hiszpańskiego piosenkarza Enrique Iglesiasa, z gościnnym udziałem Gente de Zona i Descemera Bueno, który został wydany w 2014 roku przez Universal Music Group. Utwór został wykorzystany jako motyw przewodni w telenoweli Królowa serc.
W 2014 roku singel został sprzedany w 8 000 000 egzemplarzy w dystrybucji elektronicznej (zawiera dane ze streamingu).

## Pozycje na listach
| Kraj              | Lista (2014/2015)          | Najwyższa pozycja | Certyfikat | Sprzedaż |
| ----------------- | -------------------------- | ----------------- | ---------- | -------- |
| Hiszpania         | Top 50 Singles             | 1                 | 6×platyna  |          |
| Szwajcaria        | Singles Top 75             | 4                 | platyna    |          |
| Finlandia         | Top 20 Singles             | 10                |            |          |
| Stany Zjednoczone | Hot 100                    | 12                | platyna    | 221 000  |
| Francja           | Top 200 Singles            | 12                |            |          |
| Kanada            | Billboard Canadian Hot 100 | 13                |            |          |
| Niemcy            | Top 100 Singles            | 31                |            |          |
| Austria           | Singles Top 75             | 42                |            |          |
| Irlandia          | Top 100 Singles            | 72                |            |          |
| Wielka Brytania   | Singles Top 200            | 75                |            |          |
| Meksyk            |                            |                   | 3×platyna  |          |
| Włochy            |                            |                   | 7×platyna  |          |

## Angielska wersja
Wersja angielska z Seanem Paulem została wydana 28 kwietnia 2014 roku. Do utworu zrealizowano teledysk, który został opublikowany 13 czerwca 2014 roku.

### Lista utworów
- Digital download (28 kwietnia 2014)[19]

1. „Bailando” (English Version) – 4:02
2. „Bailando” (Spanish Version) – 3:42

- CD singel (20 czerwca 2014)[20]

1. „Bailando” (English Version) – 4:02
2. „Bailando” (Spanish Version) – 4:04

### Pozycje na listach
| Kraj              | Lista (2014/2015)           | Najwyższa pozycja | Certyfikat |
| ----------------- | --------------------------- | ----------------- | ---------- |
| Włochy            | Top 100 Singles             | 1                 |            |
| Holandia          | Single Top 100              | 3                 |            |
| Belgia (Walonia)  | Ultratop 50                 | 6                 | złoto      |
| Belgia (Flandria) | Ultratop 50                 | 8                 | złoto      |
| Węgry             | Single (track) Top 40 lista | 33                |            |
| Szwecja           | Top 60 Singles              | 47                |            |
| Australia         | Top 100 Singles             | 52                |            |
| Wielka Brytania   | Singles Top 200             | 75                |            |

## Portugalska wersja
Wersja z Luanem Santaną została wydana w 2014 roku. Singel dotarł do 76 miejsca brazylijskiej listy airplay Top 100. Do utworu zrealizowano teledysk, który został opublikowany 3 lipca 2014 roku.